# Lopez Island
Lopez Island è la terza isola più grande dell'arcipelago delle San Juan Islands, situato nell'Oceano Pacifico nord-occidentale. Dal punto di vista amministrativo è parte della Contea di San Juan, nello Stato di Washington (Stati Uniti d'America).

## Storia
Evidenze archeologiche suggeriscono che l'isola fosse abitata da esseri umani già 6.000-8.000 anni fa.
Durante la spedizione di Wilkes, all'isola venne dato il nome di Chauncey Island, in onore dell'ufficiale navale americano Isaac Chauncey. Quando, nel 1847, i Britannici riorganizzarono le carte navali, vennero rimossi molti dei nomi assegnati da Wilkes. Fu in questa circostanza che l'isola prese il nome di Lopez Island, in memoria di Gonzalo López de Haro, il primo europeo ad aver scoperto l'arcipelago di San Juan.
Sull'isola è presente il Lopez Island Historical Museum, che conserva un ampio archivio di manufatti e documenti relativi alla vita sull'isola nel tardo XIX° secolo e inizi del XX° secolo.

## Geografia e clima
L'isola è più piatta delle altre appartenenti allo stesso arcipelago, con numerose foreste, spiagge e aree coltivate. Questa regione presenta estati calde e secche con un clima tipicamente Mediterraneo.

## Trasporti
Non ci sono autostrade su Lopez Island e tantomeno ponti che la collegano alla terraferma o ad altre isole. Il principale mezzo di trasporto per arrivare o lasciare l'isola è il traghetto.
L'isola è dotata di un aeroporto con voli commerciali giornalieri. Sono poi presenti un piccolo aeroporto privato vicino all'imbarco dei traghetti e una base di attracco per idrovolanti.

## Economia e turismo
L'economia dell'isola è molto legata al turismo, infatti sono presenti numerosi bed and breakfast e case in affitto, un hotel, due porti pubblici, ristoranti, bar e una piccola libreria.
Lopez Island è una destinazione molto popolare fra i cicloturisti con strade semplici da percorrere in sella a una bicicletta.
Nel 1996 il magnate dell'informatica Paul Allen acquistò un'ampia penisola di Lopez Island.